# Andrzej Szamowski

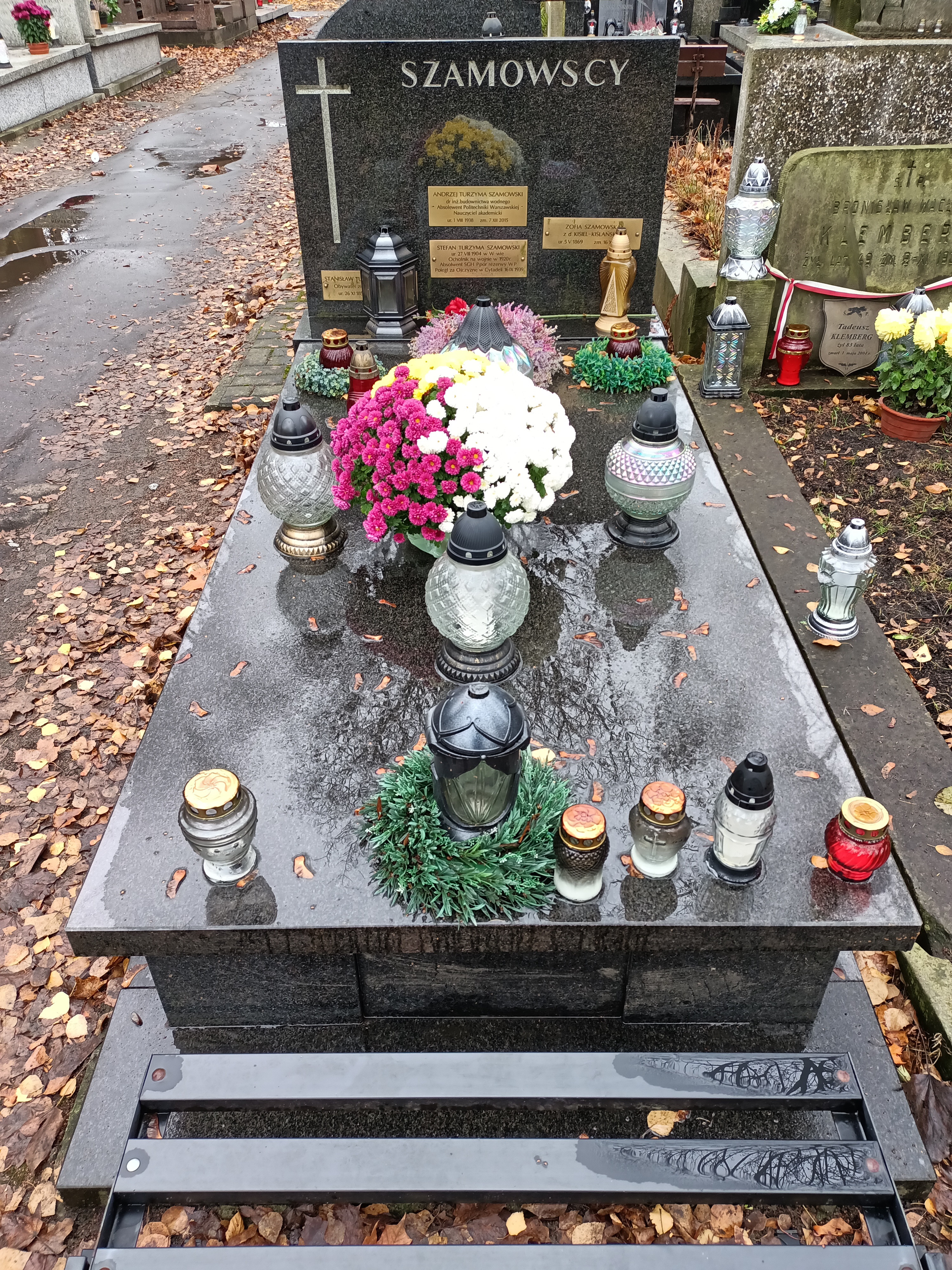
Grób Andrzeja Szamowskiego na cmentarzu Powązkowskim

Andrzej Szamowski (ur. 1 sierpnia 1938, zm. 7 grudnia 2015 w Warszawie) – polski inżynier hydrotechnik.

## Życiorys
Syn ppor. WP Stefana or Genowefy Szamowskich. Absolwent Politechniki Warszawskiej. Doktor inżynier Wydziału Instalacji Budowlanych, Hydrotechniki i Inżynierii Środowiska Politechniki Warszawskiej. Przez wiele lat był pracownikiem naukowym i dydaktycznym Wydziału Inżynierii Środowiska PW, był autorytetem w dziedzinie hydrotechniki. W latach 2012–2016 należał do Rady Gospodarki Wodnej przy Dyrektorze Regionalnego Zarządu Gospodarki Wodnej w Warszawie, był członkiem Zarządu Stowarzyszenia Absolwentów Wydziału Budownictwa Wodnego i Gospodarki Wodnej Politechniki Warszawskiej. Ekspert i konsultant Laboratorium Hydraulicznego "Hydroprojektu" we Włocławku. 
Pochowany na cmentarzu Powązkowskim w Warszawie (kw. 238, rząd VI, grób 1).